# Afton (condado de Glenn)
Afton es un área no incorporada ubicada en el condado de Glenn en el estado estadounidense de California.

## Geografía
Afton se encuentra ubicada en las coordenadas 39°25′12″N 121°57′59″O / 39.42000, -121.96639.